# Colt Technology Services
Colt Technology Services Group Limited (antigamente COLT Telecom Group S.A.) é uma empresa multinacional das telecomunicações com sede em Londres, Reino Unido. Foi listada na Bolsa de Valores de Londres e foi uma constituinte do Índice FTSE 250 até ser adquirida pela Fidelity Investments em agosto de 2015.

## História
Colt foi fundada em 1992 por Jim Hynes, com fundos fornecidos pela Fidelity Investments, como City Of London Telecommunications. A empresa começou a construir uma rede de telecomunicações em Londres. Em 1993, foi concedida uma licença para competir com a British Telecom e Cable and Wireless na transmissão de voz e dados. Foi listada primeiramente na Bolsa de Valores de Londres em 1996. O grupo expandiu-se mais tarde para a Europa, construindo redes nas principais cidades europeias nos próximos dez anos. Em 2001, a Fidelity ajudou a Companhia a levantar mais £ 400 milhões para financiar suas atividades futuras. Em 2005, a empresa atingiu seu primeiro ano de fluxo de caixa positivo; e em 2007, seu primeiro ano de lucro. Em abril de 2009, a Colt completou uma oferta aberta com um aumento de € 199,1 milhões (incluindo um ganho cambial de € 9,7 milhões) antes de despesas com a emissão de 211 milhões de ações. Em 2010, a Colt mudou de COLT Telecom para Colt Technology Services, apagando o acrônimo City of London Telecommunications para refletir sua natureza pan-europeia. Em maio de 2011, a Colt adquiriu uma participação maioritária na MarketPrizm, um provedor de dados de mercado de baixa latência e serviços de infraestrutura de negociação. Em 12 de novembro de 2014, a Colt adquiriu a KVH, uma provedora de serviços de telecomunicações japonesa, ajudando a Colt a expandir sua capacidade no crescente mercado asiático.
Em agosto de 2015, a empresa foi adquirida por Fidelity Investments.

## Operações
A Colt tem escritórios em 22 países europeus, nos EUA, Índia e Ásia. A empresa-mãe está registada em Luxemburgo, mas o seu principal centro de operações é o Reino Unido. A Colt está organizada em três linhas de negócios: Serviços de Rede, Serviços de Voz e Serviços de Data Center.
- Serviços Network

Serviços de rede da Colt estão "focados particularmente em segmentos selecionados de mercado intensivo em rede: mercados de capitais, mídia, provedores de serviços em nuvem e operadores de rede fixa e móvel".
- Serviços de Voz

A Colt vende serviços de voz que suportam "a transição da tradicional para a próxima geração de serviços de voz, com um foco particular no Enterprise Voice, incluindo serviços IN e IP Voice opportunities".
- Serviços de Data Center

Serviços de Data Center da Colt "opera 34 centros de dados neutros portadores em toda a Europa e Ásia, com conectividade a mais de 580 centros de dados em todo o mundo e a maior pegada de nuvem na Europa. Colt é um dos centros de dados mais conectados do mundo". A rede de data centers cobre 56.000 m2, com uma escolha de conexões seguras para provedores de serviços de aplicativos e nuvem, além de fornecer conectividade para mais de 200 operadoras em toda a Europa e Ásia.